# Agnieszka Holland
Agnieszka Irena Holland (Varsó, 1948. november 28. –) lengyel rendező, forgatókönyvíró.

## Élete
Tanulmányait a Filmművészeti Főiskolán végezte Prágában 1966-1971 között.
1972-1981 között az X Filmstúdió rendezője volt, miközben színházban és a tv-ben is rendezett. 1977 óta önálló rendező. Első fontos filmje az 1978-ban készült Vidéki színészek volt. 1981-től külföldön rendez. Párizsban, majd Los Angelesben, Bretagne-ban él.

## Magánélete
Férje, Laco Adamik. Egy gyermeke született; Katarzyna (1973).

## Színházi rendezései
- Mrożek: Emigránsok (1976)
- Büchner: Woyzeck (1978)
- Lorenzaccio (1978)
- Kafka: A per (1980)

## Filmjei
- Este Abdonnál (1974)
- Vasárnapi gyerekek (1976)
- Próbafelvétel (1976)
- Vidéki színészek (1978) (forgatókönyvíró is)
- Érzéstelenítés nélkül (1979) (forgatókönyvíró)
- Robbanásveszély (1980)
- Magányos nő (1981)
- Kihallgatás (1982) (színész)
- Danton (1982) (forgatókönyvíró)
- Szerelem Németországban (1983) (forgatókönyvíró)
- Keserű aratás (1985)
- Anna (1987) (író)
- Ördögök (1988) (forgatókönyvíró)
- Megölni egy papot (1988) (forgatókönyvíró és író is)
- La amiga (1988) (forgatókönyvíró)
- Korczak (1990) (forgatókönyvíró)
- Európa, Európa (1990) (forgatókönyvíró is)
- Olivier, Olivier (1991) (forgatókönyvíró is)
- A titkok kertje (1993)
- Bukott angyalok (1993)
- Három szín: kék (1994) (forgatókönyvíró)
- Teljes napfogyatkozás (1995)
- Washington Square (1997)
- Nocturne (1997)
- A harmadik csoda (1999)
- Szívszakító (2001)
- A gyógyító (2002) (forgatókönyvíró is)
- Drót (televíziós sorozat) (2002)
- Beethoven árnyékában (2006)
- Gyűlölt másság (2006)
- Janosik: Egy igaz történet (2009)
- Treme (2010-2013)
- A város alatt (2011)
- Gyilkosság (2011-2012)
- Olthatatlan (2013)
- Titkok nélkül (2013)
- Powrót Agnieszki H. (2013)
- Rosemary's Baby (2014)
- Kártyavár (2015-2017)
- A viszony (2017)
- Pokot (2017)
- The First (2018)
- 1983 (2018)
- Jones úr (2019)
- Sarlatán (2020)
- Zielona granica (2023)

## Források

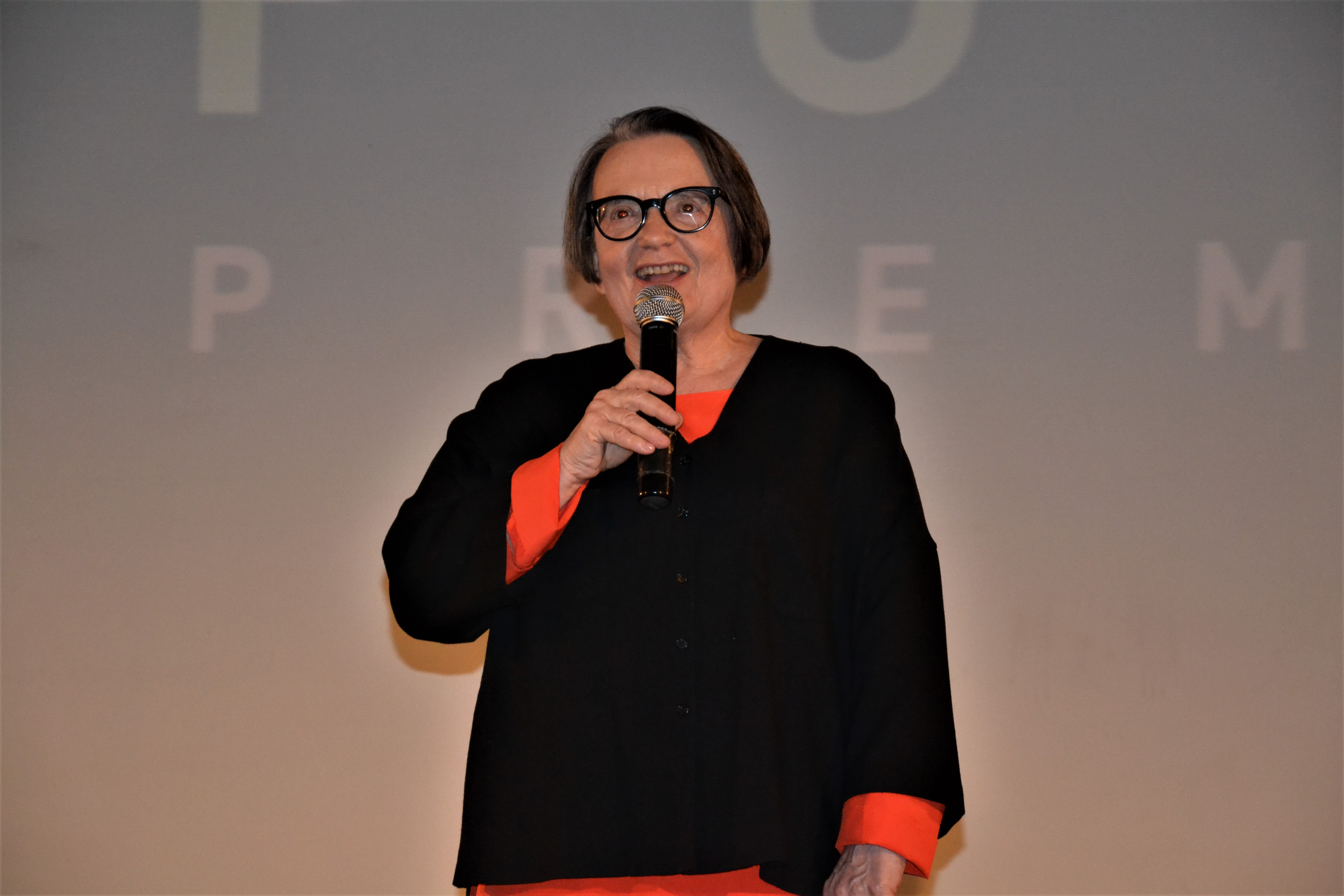
Agnieszka Holland